# Quatre Rarerba Winner
Quatre Rareba Winner (カトル・ラバーバ・ウィナー?, Katoru Rabāba Winā) è un personaggio immaginario, uno dei cinque protagonisti della serie televisiva Gundam Wing e del suo adattamento a fumetti, pubblicato da Panini Comics.
Di paternità araba ma di madre nordamericana (morta poco dopo la sua nascita), è un giovane aristocratico coi capelli biondi, gli occhi azzurri e vestito sempre molto elegantemente. Ha il cuore puro, d'indole riflessiva e gentile, sensibile e tollerante, è sempre restio ad utilizzare la forza bruta se non come ultima risorsa disponibile.
 Unico erede maschio di una famiglia molto potente e ricca delle colonie spaziali che si occupa della raccolta industriale di risorse e materie prime sugli asteroidi e che ha sempre dato sostegno finanziario ed organizzativo ala prosperità delle colonie.
 Ha 29 sorelle, tutte nate in provetta. Il padre è uno dei maggiori leader pacifisti più ascoltati e apprezzati tra i coloni, pertanto si è trovato in grave disaccordo col figlio quando questi ha deciso d'intraprendere il suo viaggio sulla Terra a bordo del Gundam per combattere OZ.
 Suo mentore è il Dottor H. Partecipa all'Operazione Meteora a bordo del Gundam Sandrock, specializzato in lotta di mischia.
Sulla Terra fa parte del Corpo d'assalto Maganac composto da 40 uomini pronti a tutto pur di difenderlo e che vive nel deserto. A seguito dell'apparente fallimento della missione torna nello spazio dove viene raccolto da una delle sorelle medico e ricondotto in patria ove assiste alla tragica morte del padre; fatto questo che lo sconvolge profondamente. Farà approntare il Gundam dotato dello Zero System e rischierà di impazzire.
Verso la fine della serie egli si dimostra un ottimo condottiero e stratega militare, guidando i suoi compagni verso la vittoria.